# 塙郁夫
塙 郁夫（はなわ いくお 、1960年6月9日 - ）は、日本のラリードライバー、レーシングドライバー。デザートレース、ラリーレイド、スタジアムレース、オフロードレース、ヒルクライム等、国内外のラリーで活躍する。2001年には公式戦100勝を達成した。ドライバーでありながらフレームから車両の製作も行うレーシングコンストラクターの顔も持っている。

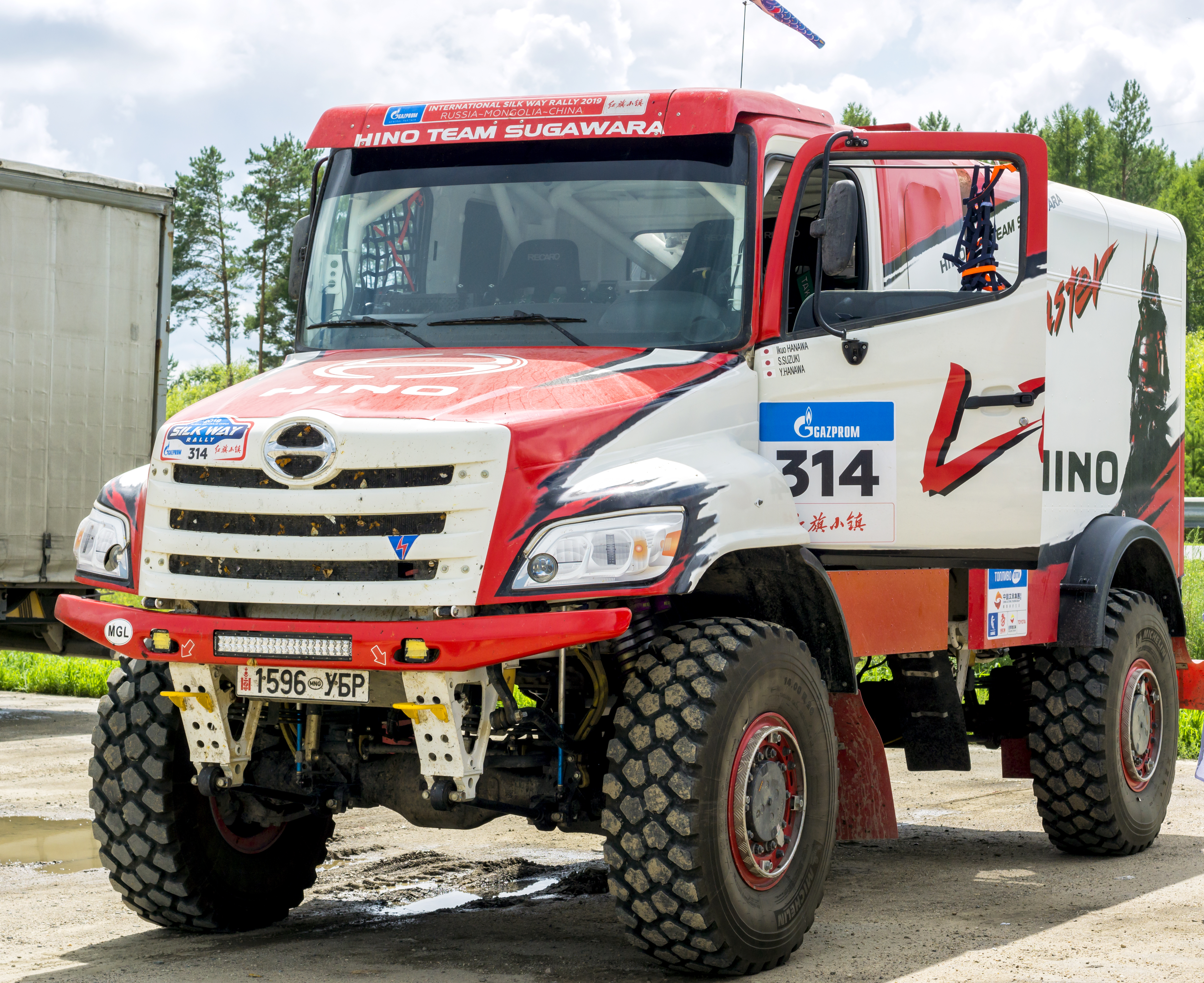
2020ダカールラリーに参戦した日野・600（2019年のインターナショナルシルクウェイラリー参戦時）

2020年のダカール・ラリーではチームスガワラ2号車のドライバーに起用され、ナビゲーターに毛塚麻由美と息子の塙雄大を迎えて日野・600で参戦した。しかし第2ステージで車体が損傷したため第3ステージを修理で欠場、第4ステージから順位の付かないダカールエクスペリエンスで競技に復帰したが、第9ステージでロールバーのひび割れが見つかりリタイヤとなった。

## 実績
- 全日本オフロードレース選手権B-1クラス - チャンピオンを獲得
- JFWDA チャンピオンシップレースシリーズ  - 10年連続チャンピオンを獲得
- Baja1000 - 日本人初優勝、クラス優勝